# 皮弗 (南达科他州)
皮弗（英語：Peever），是美国南达科他州下属的一座城市。根据2010年美国人口普查，该市有人口170人。论人口在本州排行第194。